# Suren (Mlarak)
Suren is een bestuurslaag in het regentschap Ponorogo van de provincie Oost-Java, Indonesië. Suren telt 2131 inwoners (volkstelling 2010).